# Alfa Romeo Mille
L'Alfa Romeo Mille est un camion lourd, porteur et tracteur de semi-remorques, fabriqué par le constructeur italien Alfa Romeo V.I. de 1958 à 1965. 
Ce véhicule sera fabriqué pendant 8 ans et sera décliné en version camion 4x2, autobus, trolleybus et châssis cabine pour les carrossiers industriels qui en dériveront des versions aux carrosseries spécifiques. Il couvre la tranche lourde de transport de 14 à 36 tonnes. 
C'est le dernier véhicule industriel lourd produit par le constructeur italien.

## Histoire
L'Alfa Romeo Mille a été présenté officiellement lors du Salon de l'automobile de Turin en octobre 1957 et commercialisé l'année suivante. Ce véhicule marque une véritable révolution chez le constructeur italien par rapport aux modèles précédents, comme le 950 qui était la dernière évolution d'un projet remontant aux années 1940 avec le 800. 
C'est à partir de 1954, après avoir lancé le premier modèle de la série Romeo que la direction de la marque décide de lancer l'étude d'un nouveau camion haut de gamme doté d'une cabine moderne dont le dessin de la face avant s'inspire du Romeo. Le modèle définitif est prêt en novembre 1956 mais les conditions ne sont pas favorables et sa présentation est retardée d'un an.
Les versions de base comprennent un camion porteur 4x2 et un tracteur pour semi-remorques. Le châssis de la version porteur était aussi disponible, destinée aux carrossiers spécialisés pour les transformations en 6x2 et 8x2 et pouvait recevoir des équipements spécifiques. Plusieurs modèles ont servi pour transporter les automobiles de la marque dans des camions avec remorques entièrement fermés. Ce sont les carrossiers industriels Orlandi, Fresia et Battaglino qui réaliseront les versions allongées 6x2 ou 8x2 distribuées par le réseau Alfa Romeo en Italie et Bartoletti, la version porte-voitures.
Un peu à cause de la concurrence acharnée du géant Fiat V.I. avec sa très vaste gamme de poids lourds, du Lancia Esadelta et de la crise économique sous-jacente mais surtout du manque d'intérêt des dirigeants de la marque milanaise pour ce secteur d'activité jugé secondaire, la production du modèle s'arrêta en fin d'année 1965, après seulement 2 518 exemplaires produits. 
Le secteur des véhicules industriels n'a jamais passionné le constructeur milanais. Alors que les archives historiques de la marque du "Biscione" regorgent de documents sur les automobiles et les moteurs d'avions, très peu d'archives sont disponibles concernant les camions et autobus. Un incendie de l'usine du Portello est la raison officielle invoquée... La production de camions et autobus lui a été imposée en 1914 au titre de l'effort de guerre obligatoire pour tous les industriels italiens.
Alors que tous les autres modèles de la marque ont été réalisés intégralement en interne sans aucun recours à la sous-traitance extérieure, le Mille a largement dérogé à cette coutume. Les cabines étaient réalisées par la société Aerfer, les châssis par OTO Melara SpA, deux sociétés filiales du groupe Finmeccanica-IRI comme Alfa Romeo. Toute la partie mécanique et l'assemblage final étaient réalisés dans l'usine de Pomigliano d'Arco, près de Naples. 
À partir de 1957, le constructeur brésilien F.N.M., lié à Alfa Romeo par des contrats de licences, utilise le moteur du "Mille", importé d'Italie, pour son camion FNM D-11000, fabriqué jusqu'en 1972, avant d'être remplacé par la série FNM 180/210, fabriquée jusqu'en 1979 et qui utilise la cabine du Mille. 

## Le camion Alfa Romeo Mille en synthèse
Doté du moteur 6 cylindres en ligne Alfa Romeo 1607 de 11,050 cm3 de cylindrée, il disposait d'une puissance très importante pour l'époque de 163 chevaux à 2 000 tours par minute.  En 1960, la version Mille A est lancée, équipée du même moteur mais dont la puissance a été portée à 174 Ch DIN. 
Conçu pour répondre aux exigences de toutes les missions à travers les routes et autoroutes de la péninsule italienne, au lendemain de la Seconde Guerre mondiale et en pleine période du miracle économique italien, pour transporter des charges de 14 à 36 tonnes, ce camion se taillera une bonne réputation grâce à son avance technologique et à la qualité du confort de la cabine. Il disposait en série de la direction assistée.
Ce véhicule ne sera jamais commercialisé en France qui est toujours restée étanche à tous les véhicules industriels de la marque. La licence de fabrication sera cédée au constructeur brésilien F.N.M., filiale de la firme milanaise, où il sera produit jusqu'en 1985 sous le nom de FNM 180/210. 
Comme tous les poids lourds immatriculés sur le territoire italien jusqu'en 1974, la conduite est à droite. Une seule série de 100 unités a été fabriquée en 1960 pour la Yougoslavie avec conduite à gauche.
La concurrence du groupe Fiat V.I. avec ses modèles des marques Fiat et OM, puis Lancia, conduira Alfa Romeo à abandonner la production de camions à partir de 1966.
L'Alfa Romeo Mille était plus rapide que ses concurrents sur le plat mais pas en montée, ce qui représentait un sérieux handicap sur le marché italien, très montagneux et toujours à la recherche de puissance et de vitesse et le moteur avait le défaut de fumer beaucoup.
Comme d'habitude à cette époque en Italie comme dans d'autres pays, les carrossiers spécialisés transformaient les camions 4x2 en 6x2 et même en 8x2 avec l'adjonction d'un ou deux essieux autodirecteur(s) et relevable(s) à l'arrière :
- pour les versions route, l'essieu était placé après l'essieu moteur avec allongement du châssis ce qui permettait une combinaison 3+3 de 36 tonnes ou 3+4 de 40 tonnes en Italie,
- pour les versions chantier, le châssis choisi était la version longue et l'essieu était ajouté devant l'essieu moteur ; le PTC passait alors de 14 à 20 tonnes pour un 6x2.

## Alfa Romeo Mille autocar, autobus et trolleybus
Comme pour tous les autres modèles de la marque, une version surbaissée est utilisée pour les autocar/autobus reprenant les composants mécaniques principaux. Construit avec une caisse autoportante Tubocar réalisée par la Carrosserie Casaro, le véhicule est décliné en version :
- autobus urbain Alfa Romeo Mille AU ;
- autocar de ligne et GT "Mille AI" ;
- trolleybus Alfa Romeo 1000 Aerfer, qui est resté comme l'un des plus fameux trolleybus de l'époque. Un certain nombre étaient encore en service à Athènes en 2010.

Deux séries aux caractéristiques techniques très différentes se sont succédé :
- Mille 10P, fabriqué de 1958 à 1961, avec le moteur vertical à l'avant ;
- Mille 7, fabriqué de 1960 à 1964, avec le moteur à plat entre les deux essieux.

Le constructeur milanais n'a jamais cherché à exporter ce véhicule qui ne sera produit qu'à 1 005 exemplaires. Seule exception, une commande de la ville de Montevideo qui était déjà équipée de 250 trolleybus Alfa Romeo 920AF et qui commanda 50 exemplaires du Mille AF Aerfer 2 essieux et 40 articulés à 3 essieux, version exclusivement conçue et construite pour ce contrat et qui sera baptisée Mille AF Montevideo. 

### Curiosité
La Carrosserie Bartoletti réalisa, sur la base des autobus à plancher bas, un modèle de camion "Mille Bisarca" spécialement carrossé en porte automobiles pour le transport des modèles de la marque. (NDR : Bisarca en italien veut dire camion porte-voitures).

## L'Alfa Romeo Mille au Brésil - FNM 180/210
En 1952, le constructeur brésilien F.N.M. signe un accord de coopération avec le constructeur italien Alfa Romeo V.I., qui lui délivre la licence pour la fabrication du modèle Alfa Romeo 800 de sa gamme de poids lourds. Les camions Alfa Romeo, très connus en Italie et d'autres pays, ont toujours été ignorés en France.
Entre 1956 et 1960, F.N.M. fabriqua plus de 15 000 poids lourds ainsi que des châssis spéciaux pour autobus. F.N.M. a longtemps été le seul constructeur brésilien et restera le plus important du pays. Le premier modèle sous licence Alfa Romeo lancé en 1952 est le FNM D-9500, dérivé de l'Alfa Romeo 800 suivi, en 1957 par le FNM D-11000, dérivé mécaniquement de l'Alfa Romeo Mille mais qui conserve les cabines typiques brésiliennes.
En 1968, le constructeur brésilien FNM, qui était une société d'État, est privatisé et vendu à Alfa Romeo qui cèdera 43 % du capital de F.N.M. à Fiat V.I. en 1973. 
En 1972, Alfa Romeo-FNM lance une nouvelle gamme de camions lourds, les FNM 180/210. La mécanique reprend celle du D-11000, mais la cabine est entièrement nouvelle et moderne. C'est en fait celle de l'Alfa Romeo Mille dont la fabrication a été arrêtée en Italie. Tout l'outillage de l'Alfa Romeo Mille a ainsi été transféré d'Italie au Brésil.